# Метинвест
Метинвест је међународна група компанија из области рударства и производње челика која поседује операције у Украјини, Италији, Бугарској, Великој Британији и САД. Бави се ископавањем руде и угља, производњом кокса, топљењем челика и производи цеви и друге челичне производе. Имовином групе управља Метинвест Холдинг ЛЛЦ.

## Компанија данас
Метинвест је данас највећи украјински произвођач железне руде и челика. Капацитет производње челика је 15 милиона тона годишње. У 2021. години, Метинвест је био рангиран међу 10 највећих произвођача руде гвожђа у свету.
У 2021. години, Метинвест је био на врху Форбсове листе највећих приватних компанија у Украјини. Исте године, светска асоцијација за челик сврстала је групу на 42. место међу 50 најбољих челичана у свету..
Објекти групе се налазе у близини главних транспортних чворишта и морских лука, што даје додатне предности у снабдевању производа купцима у Украјини и другде у свету у односу на конкуренцију.

## Шерхолдери и менаџмент
Метинвест је групација за рударство и метале која је у власништву Рината Ахметова, олигарха из Украјине.
Главни акционари групе су СЦМ (71,24%) и Смарт Холдинг (23,76%), који у управљању Метинвестом учествују на партнерској основи. Главна холдинг компанија Метинвест групе је Метинвест Б.В. (Холандија, регистарски број 24321697). Од 2006. до 2013. године компанију је водио Ихор Сириј. 2009. године проглашен је за најбољег топ менаџера Украјине. Од 2013. године компанију води Јуриј Риженков. 2020. године се нашао на Форбсовој листи 25 најбољих украјинских извршних директора.

## Однос према животној средини и спољашњем свету
У 2020. години, три предузећа Метинвеста су била међу десет највећих загађивача животне средине у Украјини. Метинвест је био први украјински члан Светске асоцијације челика, која захтева да се њени чланови придржавају принципа еколошки одговорног пословања.
Да би смањио утицај на животну средину у Маријупољу, Метинвест је 2011. године обуставио производњу пећи отвореног ложишта у Азовстаљу. У 2012. години, три застареле коксне батерије у Азовстаљу су такође повучене, а фабрика за синтеровање је затворена. У 2020. години, Метинвест је завршио реконструкцију постројења за пречишћавање гаса у фабрици за синтеровање у компанији по цени од преко 160 милиона долара. Нови систем третмана је дизајниран да смањи емисије прашине за 90% и емисије сумпор оксида за 43%.
У 2015. Запорижстал је завршио изградњу нове линије за кисељење хлороводоничне киселине са јединицом за регенерацију течности за кисељење. Цена пројекта износила је око 77 милиона долара. Након покретања линије, фабрика је потпуно престала да испушта коришћена раствора за кисељење у реку Дњепар.
Азовстаљ је 2019. године реконструисао аспирациони систем у ливници и подбункерима високе пећи бр. 3. Цена пројекта је била преко 14 милиона долара. Емисије загађења које се испуштају у ваздух су смањене за 88% и задовољавају европске стандарде заштите животне средине.
"Северни ГОК" је 2017. године заменио опрему за чишћење гаса машине за печење Лурги 552-Б. Пројекат, који је коштао око 14 милиона долара, омогућио је постизање концентрације емисије до 50 мг по кубном метру, што задовољава украјинске еколошке стандарде.
У периоду 2011–2020, Метинвест је издвојио 3,5 милијарди долара за пројекте са еколошком компонентом и 1 милијарду долара за пројекте који су искључиво фокусирани на област животне средине. Група је 2021. године изјавила да намерава да уложи још 0,5 милијарди долара у еколошке пројекте у наредних пет година.
У периоду 2011–2020, инвестиције у животну средину омогућиле су групи да смањи емисије загађења за 37%, укључујући смањење емисије прашине за 51%.

### Реакција компаније на инвазију Русије на Украјину 2022. године
Током првих 100 дана рата, Метинвест је потрошио више од 1,5 милијарди хривни за помоћ украјинској војсци, цивилима и запосленима.
2022. године, Метинвест и ДТЕК су, у координацији са Фондацијом Рината Ахметова, креирали хуманитарни пројекат Спасавање живота, који је закључно са јуном 2022. године обезбедио помоћ за 85.000 украјинаца. Такође, закључно са јуном 2022. године, акционар Метинвеста Ринат Ахметов донирао је 100 милиона евра украјинским оружаним снагама и хуманитарну помоћ становништву од почетка руске инвазије.